# قصر الفنون الجميلة (سان فرانسيسكو)
قصر الفنون الجميلة هو مبنى ضخم يقع في مقاطعة مارينا ‏ في سان فرانسيسكو، كاليفورنيا، بُني في الأصل عام 1915 ليضم معرض بنما والمحيط الهادئ الدولي ‏ لعرض الأعمال الفنية. شُيّد من الخرسانة والصلب، وقيل إن المبنى مقاوم للحرائق. وفقًا للوحة المعدنية الموجودة في الروتوندا، فقد أعيد بناؤها تحت إشراف بي إف مودجلين، المدير المحلي لشركة ماكدونالد آند كان، بين عامي 1964 و1967. وفي عامي 1973 و1974، أُضيفت الأبراج ذات الأعمدة. إنه المبنى الوحيد من المعرض الذي بقي منتصبًا في الموقع.
المبنى الأكثر بروزًا في المجمع، وهو عبارة عن رواق مفتوح بارتفاع 49 متر ، محاطًا ببحيرة من جانب واحد ويجاور مركز معارض كبير منحني من الجانب الآخر، ويفصله عن البحيرة أعمدة. اعتبارًا من عام 2019، يُستخدم مركز المعارض مكانًا لإقامة المناسبات مثل حفلات الزفاف أو المعارض التجارية.
صُمّم لاستحضار أطلال روما القديمة المتدهورة، وأصبح قصر الفنون الجميلة أحد المعالم الأكثر شهرة في سان فرانسيسكو. شهد أوائل عام 2009 الانتهاء من تجديد البحيرات والممرات وتحديثات زلزالية.